# Аксёно-Бутырки
Аксёно-Бутырки — деревня в Богородском городском округе Московской области.

## Население
| 1852 | 1859 | 1926 | 2002 | 2006 | 2010 |
| ---- | ---- | ---- | ---- | ---- | ---- |
| 359  | ↗380 | ↗673 | ↘296 | ↗350 | ↘271 |

## География
Расположена в юго-западной части Богородского городского округа, в шести километрах по местной автодороге на юго-запад от границы Ногинска (от дороги М7 Волга).

## История
Образована в XX веке путём слияния соседних деревень Аксёнки и Бутырки. В 1930-х годах в деревне располагался колхоз имени 21 января.
До 2006 года — центр Аксёно-Бутырского сельского округа, в который входили деревни Алексеевка, Афанасово-1, Берёзовый Мостик, Борилово, Ельня, Ивашево, Каменки-Дранишниково, Новые и Старые Псарьки, Осёлок, Пешково, Стулово, а также посёлок Радиоцентра-9.
С 1 января 2006 до 5 июня 2018 являлась центром муниципального образования «сельское поселение Аксёно-Бутырское».С 1 января 2019 является частью Старокупавинской территории Богородского городского округа.

## Экономика
Основная ориентация — сельское хозяйство. Земли на территории деревни принадлежат ЗАО «Ногинское».

## Инфраструктура
В деревне фельдшерско-акушерский пункт, детские площадки, фермерское хозяйство и продуктовый магазин. Платная рыбалка KING-FISH